# Песешет
Песешет (єгипет. psš.t) — давньоєгипетська лікарка, акушерка, одна з перших відомих лікарок в історії. Жила в період V або VI династії Стародавнього царства (бл. 2350—2320 до н. е.). Носила титули «головний лікар» (mr swn-nw-t) та «керівник жерців муміфікації» (imy-r hem-ka). Більшість єгиптологів схильні вважати Песешет головною лікаркою серед жінок, оскільки в Стародавньому царстві жінка, швидше за все, не могла керувати лікарями-чоловіками.
Їй присвячена стела на плато Гіза в гробниці, ймовірно, її сина писаря Ахетхотепа. Там також зазначено ім'я Канефер, який міг бути її чоловіком.